# Landtagswahlkreis Düsseldorf I
Der Landtagswahlkreis Düsseldorf I ist ein Landtagswahlkreis in Nordrhein-Westfalen. Er umfasst die Düsseldorfer Stadtbezirke 1, 5 und 6 in der Mitte und im Norden der Stadt, seit 2022 jedoch ohne den Stadtteil Rath, der nun dem östlichen Landtagswahlkreis Düsseldorf II zugeordnet wurde.

## Landtagswahl 2022
Wahlberechtigt waren durch Verlegung des Stadtteils Rath in den Wahlkreis Düsseldorf II nur noch 106.293 statt zuletzt 117.998 Einwohner. Zugleich sank die Wahlbeteiligung von 69,1 auf 62,1 %.
Wahlkreissieger wurde wie 2017 Olaf Lehne (CDU), jedoch mit nur 23.718 anstelle 33.522 Erststimmen fünf Jahre zuvor. Er hatte den Wahlkreis bereits von 2005 bis 2012 vertreten.
| Gegenstand der Nachweisung                                                              | Gegenstand der Nachweisung     | Erststimmen | Erststimmen | Zweitstimmen | Zweitstimmen |
| Bewerber                                                                                | Partei                         | Anzahl      | %           | Anzahl       | %            |
| --------------------------------------------------------------------------------------- | ------------------------------ | ----------- | ----------- | ------------ | ------------ |
| Wahlberechtigte                                                                         | Wahlberechtigte                | 106.293     | 100,0       | 106.293      | 100,0        |
| davon: Nichtwähler *                                                                    | davon: Nichtwähler *           | 40.326      | 37,9        | 40.326       | 37,9         |
| bleiben: Wähler (62,1 %)                                                                | bleiben: Wähler (62,1 %)       | 65.967      | 100,0       | 65.967       | 100,0        |
| davon: Ungültige Stimmen                                                                | davon: Ungültige Stimmen       | 413         | 0,6         | 299          | 0,5          |
| bleiben: Gültige Stimmen [ ↓ ]                                                          | bleiben: Gültige Stimmen [ ↓ ] | 65.554      | 100,0       | 65.668       | 100,0        |
| Olaf Lehne                                                                              | CDU                            | 23.718      | 36,2        | 23.208       | 35,3         |
| Markus Herbert Weske                                                                    | SPD                            | 13.485      | 20,6        | 13.050       | 19,9         |
| Rainer Matheisen                                                                        | FDP                            | 5.284       | 8,1         | 6.385        | 9,7          |
| Marco Paul Vogt                                                                         | AfD                            | 2.404       | 3,7         | 2.319        | 3,5          |
| Mona Neubaur                                                                            | GRÜNE                          | 17.580      | 26,8        | 15.645       | 23,8         |
| Marcel Dieter Nowitzki                                                                  | LINKE                          | 1.301       | 2,0         | 1.228        | 1,9          |
|                                                                                         | PIRATEN                        |             |             | 122          | 0,2          |
| Nina Knappmeyer                                                                         | PARTEI                         | 999         | 1,5         | 651          | 1,0          |
|                                                                                         | Freie Wähler                   |             |             | 370          | 0,6          |
|                                                                                         | ÖDP                            |             |             | 86           | 0,1          |
| Paul Straif                                                                             | MLPD                           | 85          | 0,1         | 42           | 0,1          |
|                                                                                         | dieBasis                       |             |             | 442          | 0,7          |
|                                                                                         | Familie                        |             |             | 73           | 0,1          |
|                                                                                         | Humanisten                     |             |             | 80           | 0,1          |
|                                                                                         | Tierschutz                     |             |             | 507          | 0,8          |
|                                                                                         | Todenhöfer                     |             |             | 139          | 0,2          |
| Paula Hovestadt                                                                         | Volt                           | 698         | 1,1         | 887          | 1,4          |
| Übrige (12× <0,1 %)                                                                     | Übrige (12× <0,1 %)            |             |             | 434          | 0,7          |
| * Anmerkung: Nichtwähler sind in öffentlichen Ergebnissen nicht unmittelbar ausgewiesen |                                |             |             |              |              |

## Landtagswahl 2017
Wahlberechtigt waren 117.998 Einwohner. Die Wahlbeteiligung lag bei 69,1 %.
Neben dem Wahlkreissieger Olaf Lehne (CDU), der den Wahlkreis bereits von 2005 bis 2012 vertreten hatte und ihn nach fünf Jahren von der SPD zurückeroberte, wurde der bisherige Wahlkreisabgeordnete Markus Weske über die Landesliste seiner Partei in den Landtag gewählt. Der bisherige Piraten-Abgeordnete Oliver Bayer schied aufgrund des Scheiterns seiner Partei an der 5-%-Hürde aus dem Landtag aus.
| Direktkandidat       | Partei              | Erststimmen in % | Zweitstimmen in % |
| -------------------- | ------------------- | ---------------- | ----------------- |
| Markus Herbert Weske | SPD                 | 28,5             | 24,9              |
| Olaf Lehne           | CDU                 | 41,8             | 32,7              |
| Astrid Wiesendorf    | GRÜNE               | 7,4              | 7,5               |
| Felix Droste         | FDP                 | 13,9             | 19,7              |
| Oliver Bayer         | PIRATEN             | 2,0              | 0,9               |
| Helmut Born          | LINKE               | 5,6              | 5,4               |
|                      | NPD                 |                  | 0,2               |
|                      | Die PARTEI          |                  | 0,7               |
|                      | Freie Wähler        |                  | 0,4               |
|                      | Tierschutzliste     |                  | 0,6               |
|                      | AfD                 |                  | 5,7               |
| Egor Iwaschko        | REP                 | 0,9              | 0,2               |
|                      | Übrige (19× <0,2 %) |                  | 1,2               |

## Landtagswahl 2012
Wahlberechtigt waren 117.611 Einwohner. Die Wahlbeteiligung lag bei 62,7 %.
| Direktkandidat          | Partei               | Erststimmen in % | Zweitstimmen in % |
| ----------------------- | -------------------- | ---------------- | ----------------- |
| Olaf Lehne              | CDU                  | 35,6             | 26,7              |
| Markus Herbert Weske    | SPD                  | 36,5             | 32,6              |
| Astrid Wiesendorf       | GRÜNE                | 10,6             | 13,4              |
| M.-A. Strack-Zimmermann | FDP                  | 8,3              | 14,9              |
| Marc Olejak             | PIRATEN              | 6,3              | 6,6               |
| Helmut Born             | LINKE                | 2,6              | 2,6               |
|                         | pro NRW              |                  | 1,0               |
|                         | NPD                  |                  | 0,4               |
|                         | Tierschutz           |                  | 0,6               |
|                         | Familie              |                  | 0,2               |
|                         | PARTEI               |                  | 0,3               |
|                         | Freie Wähler         |                  | 0,2               |
|                         | Übrige (5× je 0,1 %) |                  | 0,4               |

## Landtagswahl 2010
Wahlberechtigt waren 117.570 Einwohner des Wahlkreises. Die Wahlbeteiligung lag bei 62,9 %.
| Direktkandidat   | Partei              | Erststimmen in % | Zweitstimmen in % |
| ---------------- | ------------------- | ---------------- | ----------------- |
| Olaf Lehne       | CDU                 | 42,7             | 36,8              |
| Markus Weske     | SPD                 | 32,0             | 27,6              |
| Clara Deilmann   | GRÜNE               | 11,4             | 14,8              |
| Robert Orth      | FDP                 | 5,7              | 10,1              |
|                  | NPD                 |                  | 0,3               |
| Wolfgang Dreßen  | LINKE               | 4,3              | 5,2               |
| Sandra Fischer   | REP                 | 0,8              | 0,7               |
| Raimund Haas     | BüSo                | 0,1              | 0,0               |
|                  | Tierschutz          |                  | 0,4               |
|                  | Familie             |                  | 0,2               |
|                  | Die PARTEI          |                  | 0,2               |
| Horst Zaborowski | BGD                 | 0,0              | 0,0               |
| Kai Schmalenbach | PIRATEN             | 1,9              | 1,8               |
|                  | Rentner             |                  | 0,4               |
| Manfred Linn     | pro NRW             | 0,9              | 0,8               |
| Ahmed Bouraada   | BIG                 | 0,2              | 0,2               |
|                  | Übrige (10× <0,2 %) |                  | 0,5               |

## Landtagswahl 2005
Wahlberechtigt waren 116.007 Einwohner des Wahlkreises. Die Wahlbeteiligung lag bei 66,0 %.
| Direktkandidat                                                | Partei | Stimmen * in % |
| ------------------------------------------------------------- | ------ | -------------- |
| Claudia Nell-Paul                                             | SPD    | 34,7           |
| Olaf Lehne                                                    | CDU    | 44,2           |
| Robert Orth                                                   | FDP    | 8,9            |
| Angela Hebeler                                                | GRÜNE  | 7,1            |
| Holger von der Heydt                                          | REP    | 0,5            |
| Willi Karl Schulte-Firnenburg                                 | PDS    | 0,8            |
| Carla Seidel                                                  | BüSo   | 0,1            |
| Ralph Tegethoff                                               | NPD    | 0,6            |
| Marcus Eschborn                                               | ödp    | 0,2            |
| Horst Zaborowski                                              | BGD    | 0,0            |
| Dorita Tepel                                                  | Graue  | 1,3            |
| Helmut Matthias Born                                          | WASG   | 1,6            |
| * Anmerkung: Bis 2005 galt ein Wahlrecht mit nur einer Stimme |        |                |

## Wahlkreissieger
| Jahr | Wahlkreisname          | Gebiet                           | Direktmandat        | Partei |
| ---- | ---------------------- | -------------------------------- | ------------------- | ------ |
| 1947 | 43 Düsseldorf-Nordwest | Teile von Düsseldorf             | Carl-Ludwig Siemons | CDU    |
| 1950 | 43 Düsseldorf-Nordwest | Teile von Düsseldorf             | Gisela Praetorius   | CDU    |
| 1954 | 43 Düsseldorf-Nordwest | Teile von Düsseldorf             | Otto Flehinghaus    | CDU    |
| 1958 | 43 Düsseldorf I        | Düsseldorf (nordwestlicher Teil) | Otto Flehinghaus    | CDU    |
| 1962 | 43 Düsseldorf I        | Düsseldorf (nordwestlicher Teil) | Otto Flehinghaus    | CDU    |
| 1966 | 44 Düsseldorf I        | Düsseldorf (nordwestlicher Teil) | Willi Becker        | SPD    |
| 1970 | 44 Düsseldorf I        | Düsseldorf (nordwestlicher Teil) | Heinz Hardt         | CDU    |
| 1975 | 44 Düsseldorf I        | Düsseldorf (nordwestlicher Teil) | Heinz Hardt         | CDU    |
| 1980 | 44 Düsseldorf I        | Stadtbezirke 5 und 6             | Heinz Hardt         | CDU    |
| 1985 | 44 Düsseldorf I        | Stadtbezirke 5 und 6             | Herbert Schnoor     | SPD    |
| 1990 | 44 Düsseldorf I        | Stadtbezirke 5 und 6             | Herbert Schnoor     | SPD    |
| 1995 | 44 Düsseldorf I        | Stadtbezirke 5 und 6             | Heinz Hardt         | CDU    |
| 2000 | 45 Düsseldorf I        | Stadtbezirke 5, 6 und 7          | Claudia Scheler     | SPD    |
| 2005 | 40 Düsseldorf I        | Stadtbezirke 1, 5 und 6          | Olaf Lehne          | CDU    |
| 2010 | 40 Düsseldorf I        | Stadtbezirke 1, 5 und 6          | Olaf Lehne          | CDU    |
| 2012 | 40 Düsseldorf I        | Stadtbezirke 1, 5 und 6          | Markus Weske        | SPD    |
| 2017 | 40 Düsseldorf I        | Stadtbezirke 1, 5 und 6          | Olaf Lehne          | CDU    |